# Kopitarce
Kopitarce (cyr. Копитарце) – wieś w Serbii, w okręgu pczyńskim, w gminie Vladičin Han. W 2011 roku liczyła 48 mieszkańców.